# Pyrophorus radians
Pyrophorus radians är en skalbaggsart som beskrevs av Champion 1895. Pyrophorus radians ingår i släktet Pyrophorus och familjen knäppare. Inga underarter finns listade i Catalogue of Life.